# Момир Капор
Момир Капор (Крнете, 13. фебруар 1918 — Сарајево, 22. децембар 2003) био је учесник Народноослободилачке борбе и друштвено-политички радник СР Босне и Херцеговине.

## Биографија
Завршио је гимназију у Бањој Луци, а пред Други свјетски рат уписао је студије агрономије у Београду. У КПЈ је примљен 1941. године. Учествовао је у организацији устанка на подручју Масловара (код Котор Вароша) и средње Босне. Био је учесник Обласне конференције КПЈ за Босанску Крајину, одржане 1942. у Скендер Вакуфу. Током 1943–1944. обављао је дужност комесара Бањалучког НОПО, а потом 5. пољског батаљона 14. средњобосанске НОУ бригаде и 18. средњобосанске НОУ бригаде. Крајем рата, био је начелник пропагандног одјељења 5. крајишкогкорпуса НОВЈ. Након рата, завршио је Вишу политичку школу „Ђуро Ђаковић“ у Београду. Биран је за предсједника Главног народног одбора Бања Лука, потпредсједника Окружног народног одбора Бања Лука, секретара Среског комитета СКЈ Бања Лука, члана Извршног вијећа Скупштине СРБиХ, потпредсједника Скупштине РС БиХ и предсједника Републичке комисије за вјерска
питања, те у неколико наврата за републичког и савезног народног посланика. Носилац је Ордена за храброст. Његова браћа Владо и Васо и сестре Боса и Мара, такође учесници НОБ-а, погинули су у рату. По њима је у Бањој Луци названа Улица браће и сестара Капор.